# Aniversarea (film din 2009)
Aniversarea este un film românesc din 2009 regizat de Luiza Pârvu. Rolurile principale au fost interpretate de actorii Adina Lucaciu, Dan Badea.

## Distribuție
- Dan Badea
- Adina Lucaciu
- Sergiu Costache
- Gabriel Spahiu — Mircea (voce)